# Marcos Antônio Brício
Marcos Antônio Brício, segundo barão de Jaguarari, (São Luís do Maranhão, 24 de dezembro de 1800 — Pará, 11 de agosto de 1871 ) foi um militar e político brasileiro.
Filho de Marcos Antônio Brício e de Maria Quitéria Brício, foi comandante superior da Guarda Nacional do Pará, presidente do Conselho Administrativo do Arsenal de Guerra. Foi também, membro do governo provisório organizado no Ceará, em 1821 e depois deputado geral por esta província, na primeira legislatura, de 1826 a 1829, e depois pelo Pará na sexta legislatura, de 1845 a 1847.
Brigadeiro reformado, serviu muito tempo como presidente do conselho administrativo para fornecimento de víveres ao arsenal de guerra do Pará.

## Títulos
Foi agraciado com o título de segundo barão de Jaguarari pelo dec  de 2 de dezembro de 1854.

## Vida pessoal
Casou-se em 1838 com Joaquina de Paula Henriques da Silva Pombo, baronesa consorte de Jaguarari, filha do desembargados Joaquim Clemente da Silva Pombo, membro da importante família Silva Pombo, estabelecida no Pará. Era cunhado do primeiro barão de Jaguarari.